# Lucienne de Segni
Lucienne Conti de Segni, est une princesse d'Antioche et comtesse de Tripoli par mariage. Elle était fille de Paolo Conti - deuxième seigneur de Valmontone - qui était fils de Riccardo Conti, comte de Sora, Poli et Guadagnolo et premier seigneur de Valmontone, un des frères du pape Innocent III.
En 1234 elle épouse Bohémond V († 1252) prince d'Antioche et comte de Tripoli et donne naissance à deux enfants :
- Bohémond VI (1237 † 1275) prince d'Antioche et comte de Tripoli
- Plaisance, (1236 † 1261), mariée en 1250 à Henri Ier de Chypre, puis en 1254 (mariage annulé en 1258) à Balian d'Ibelin, seigneur d'Arsouf (1239 † 1277)

Le mariage avait été voulu par le pape Grégoire IX, qui appartenait à sa propre lignée, dans le but d'augmenter son influence en Orient, mais aussi de favoriser une réconciliation entre les églises de Rome et d'Orient.
Dans le contrat de mariage, Bohémond V s'engage à donner à son épouse la moitié du comté de Tripoli, dans le cas d'enfants assurant la succession, ou trente mille bisans autrement.
Régente à la mort de son mari, en 1252, elle séjourne plus souvent à Tripoli - pour cette ville, elle obtient la nomination d'un nouvel évêque en la personne de son frère Paul, frère franciscain - et délaisse Antioche, qui devient le lieu de luttes religieuses et ethniques entre les populations latines, grecques et arméniennes.
Très autoritaire, elle gardait son fils Bohémond VI sous une étroite tutelle. Profitant d'une visite que sa mère et lui faisaient à Louis IX de France (futur saint Louis), qui se trouvait alors à Jaffa en Syrie (Septième croisade), Bohémond VI demanda aide au roi. Impressionné par la valeur du prince, le roi l'arma lui-même chevalier et obligea Lucienne de Segni à mettre fin à la régence, afin que Bohémond puisse redresser la situation à Antioche et gouverner les deux états.